# Фридрих IV (князь Брауншвейг-Люнебурга)
Фридрих Брауншвейг-Люнебургский (нем. Friedrich zu Braunschweig und Lüneburg; 28 августа 1574 — 10 декабря 1648) — князь Люнебурга в 1636—1648 годах. Епископ-адъютор Ратцебургского епископства и избранный пробст Бременского архиепископства.

## Биография
Фридрих — десятый ребёнок в семье герцога Вильгельма Младшего и его супруги Доротеи Датской. В соответствии с династическим договором, заключённым между братьями, не имел права жениться на равнородной. Наследовал в княжестве Люнебург старшему брату Августу, ему самому наследовал племянник Кристиан Людвиг.
Герцог Фридрих похоронен в княжеской усыпальнице в городской церкви Святой Марии в Целле.